# Patiphan Pinsermsootsri
Patiphan Pinsermsootsri  (Thai:ปฏิภาณ ปิ่นเสริมสูตรศรีRTGS: Patiphan Pinsermsootsri; sinh ngày 3 tháng 10 năm 1996), là một Cầu thủ bóng đá người Thái Lan thi đấu ở vị trí tiền vệ tấn công cho câu lạc bộ Giải bóng đá Ngoại hạng Thái Lan Chonburi.

## Bàn thắng quốc tế

### U-19
| Patiphan Pinsermsootsri – bàn thắng cho U-19 Thái Lan | Patiphan Pinsermsootsri – bàn thắng cho U-19 Thái Lan | Patiphan Pinsermsootsri – bàn thắng cho U-19 Thái Lan | Patiphan Pinsermsootsri – bàn thắng cho U-19 Thái Lan | Patiphan Pinsermsootsri – bàn thắng cho U-19 Thái Lan | Patiphan Pinsermsootsri – bàn thắng cho U-19 Thái Lan | Patiphan Pinsermsootsri – bàn thắng cho U-19 Thái Lan | Patiphan Pinsermsootsri – bàn thắng cho U-19 Thái Lan |
| #                                                     | Ngày                                                  | Địa điểm                                              | Đối thủ                                               | Tỉ số                                                 | Kết quả                                               | Giải đấu                                              |                                                       |
| ----------------------------------------------------- | ----------------------------------------------------- | ----------------------------------------------------- | ----------------------------------------------------- | ----------------------------------------------------- | ----------------------------------------------------- | ----------------------------------------------------- | ----------------------------------------------------- |
| 1.                                                    | 5 tháng 9 năm 2014                                    | Hà Nội, Việt Nam                                      | Indonesia                                             | 1–0                                                   | 6–2                                                   | Giải vô địch bóng đá U-19 Đông Nam Á 2014             |                                                       |
| 2.                                                    | 13 tháng 9 năm 2014                                   | Hà Nội, Việt Nam                                      | Myanmar                                               | 1–0                                                   | 1–0                                                   | Giải vô địch bóng đá U-19 Đông Nam Á 2014             |                                                       |
| 3.                                                    | 13 tháng 10 năm 2014                                  | Nay Pyi Taw, Myanmar                                  | Yemen                                                 | 1–1                                                   | 3–2                                                   | 2014 Giải vô địch bóng đá U-19 châu Á                 |                                                       |
| 4.                                                    | 13 tháng 10 năm 2014                                  | Nay Pyi Taw, Myanmar                                  | Yemen                                                 | 2–2                                                   | 3–2                                                   | 2014 Giải vô địch bóng đá U-19 châu Á                 |                                                       |
| 5.                                                    | 13 tháng 10 năm 2014                                  | Nay Pyi Taw, Myanmar                                  | Yemen                                                 | 3–2                                                   | 3–2                                                   | 2014 Giải vô địch bóng đá U-19 châu Á                 |                                                       |